# Veste Coburg
Die Veste Coburg (auch Fränkische Krone genannt), eine zur Festung ausgebaute mittelalterliche Burganlage, überragt die Stadt Coburg im oberfränkischen Grenzgebiet zu Thüringen. Sie hat eine Ausdehnung von etwa 135 mal 260 Metern und ist sehr gut erhalten. Die Veste liegt rund 160 Meter über dem Stadtzentrum. Am Hang des Burghügels erstreckt sich in Richtung Stadt der Coburger Hofgarten. In Sichtweite befindet sich im thüringischen Grenzgebiet zu Bayern die Schwesterburg Veste Heldburg, einst Nebenresidenz und Jagdschloss der Coburger Herzöge.
Die Veste Coburg wurde in ihrer Geschichte niemals kämpfend erobert, allerdings wurde sie im Dreißigjährigen Krieg im März 1635 durch den General von Lamboy nach fünfmonatiger Belagerung mit Hilfe eines gefälschten Briefs, in welchem Herzog Johann Ernst vermeintlich die Übergabe befahl, eingenommen.

## Geschichte

Entwicklung der Veste 1250–2007

Erstmals urkundlich erwähnt wurde die Veste Coburg im Jahre 1225 als Besitz der Herzöge von Meranien, die ältesten noch erhaltenen Teile der Burg stammen ebenfalls aus dieser Zeit. Archäologische Untersuchungen verlegen die Ursprünge zurück in das 10. Jahrhundert, es sind aber weder Bauten noch Schriftstücke erhalten. Erzbischof Anno von Köln gründete 1074 auf dem Veste-Berg das Nebenkloster Sankt Peter und Paul, Propstei des Klosters in Saalfeld. Im 12. Jahrhundert ging der Besitz an die Grafen von Dießen-Andechs, die späteren Herzöge von Meranien, über, 1248 an die Grafen von Henneberg, 1291 an die Markgrafen von Brandenburg und 1312 erneut an die Grafen von Henneberg. 1353 kam sie durch Erbschaft an Friedrich III. den Strengen aus dem Hause Wettin, in dessen Besitz sie bis zum Ende der Monarchie 1918 blieb. Danach übernahm sie 1919 die Coburger Landesstiftung, die die Veste seit 1941 als Außenstelle der Bayerischen Schlösser- und Seenverwaltung betreut.

## Baugeschichte

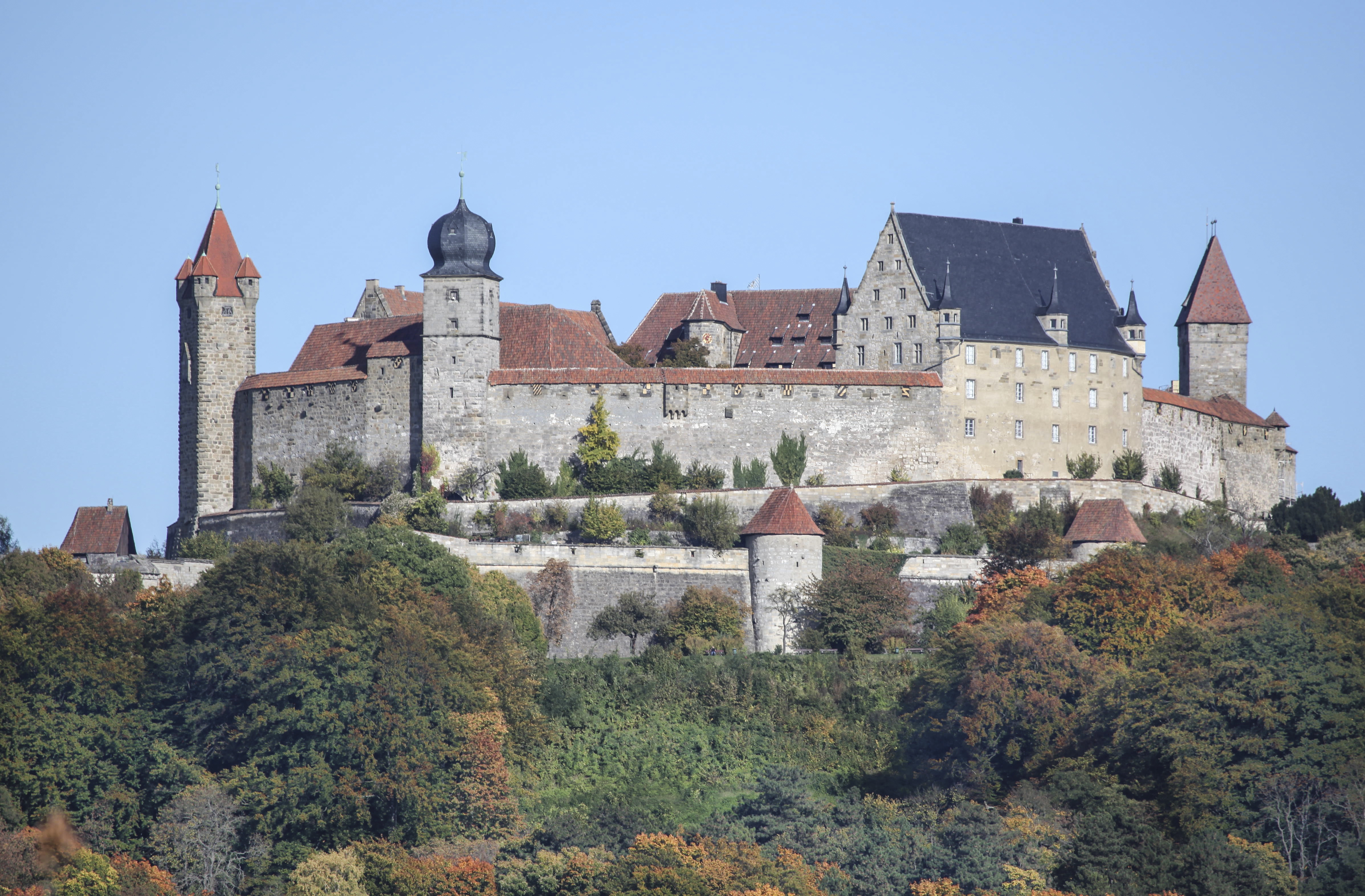
Westansicht (2010), von links: Roter Turm, Blauer Turm, Bulgarenturm

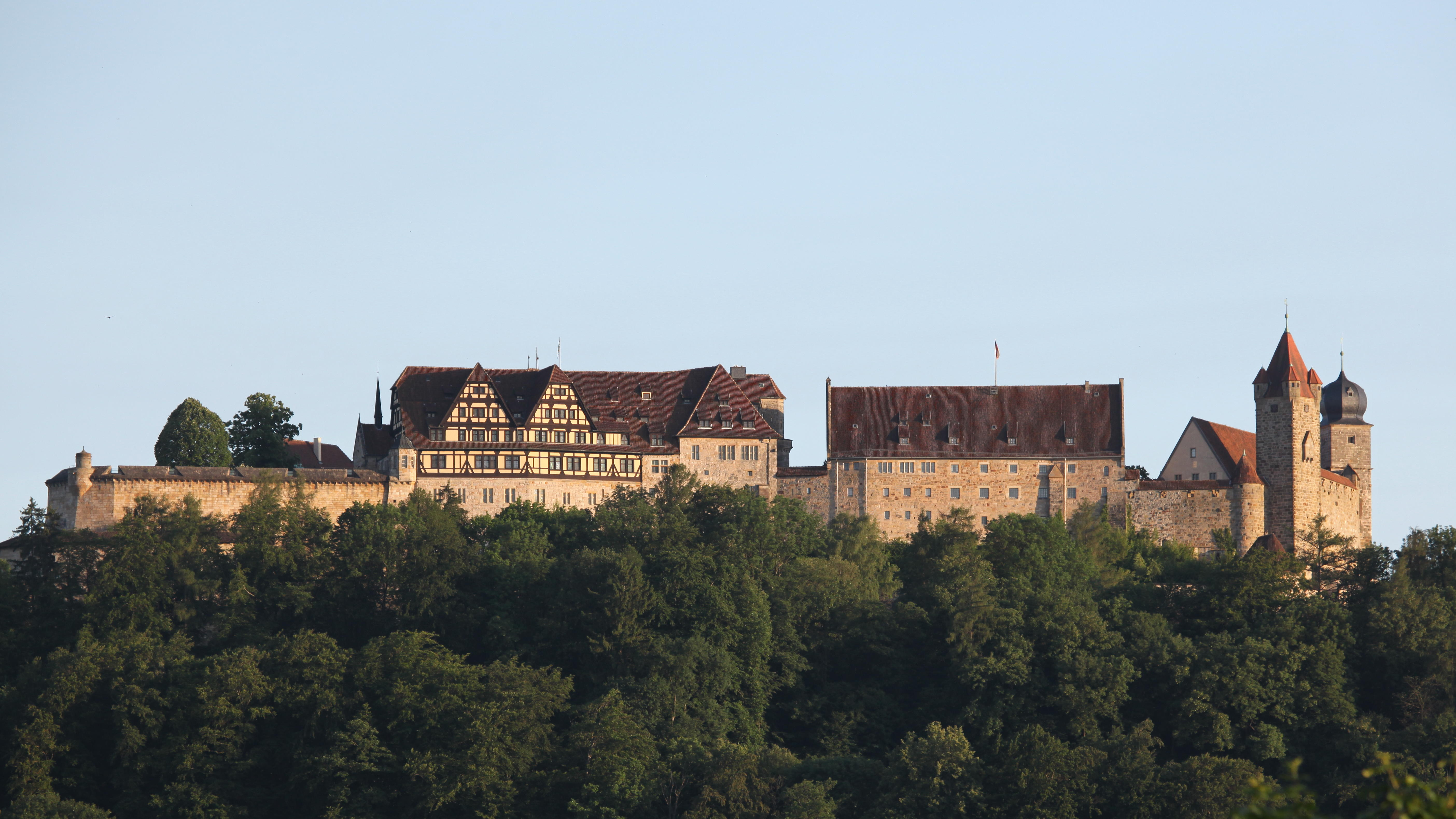
Nordansicht (2013)

Im Jahre 1225 erschien erstmals in einer Urkunden-Übersetzung das Wort „sloss“ für die Coburg. Vermutlich bestand die Anlage bereits damals aus der im Osten gelegenen Hauptburg mit Bergfried, Palas und Kapelle und einer Vorburg im Westen. Um 1420/30 wurde ein dreifacher Befestigungsring um die gesamte Burg angelegt; die äußere Mauer war ursprünglich mit neun Rondellen verstärkt, von denen noch sechs erhalten sind. 1489 wurde das um die Mitte des Jahrhunderts errichtete Hohe Haus (Zeughaus) im westlich gelegenen Vorhof nach einem Brand erneuert. Nach einem weiteren Brand im Fürstenbau und in der Steinernen Kemenate im Jahre 1500 wurden diese in der Folgezeit wiederaufgebaut.
Ab 1531 wurde die Veste Coburg mit Unterstützung des Landtages zur Landesfestung ausgebaut. Ab 1533 entstand auf der besonders gefährdeten Ostseite die Hohe Bastei für Kanonen, die 1553 vollendet wurde. Nach dem Schmalkaldischen Krieg wurden die Befestigungsanlagen weiter verstärkt, auf der Stadtseite im Westen wurde ein zweiter Zugang eingerichtet. 1614/15 errichtete Gideon Bacher aus Ulm die Basteien Rautenkranz und Bunter Löwe seitlich des älteren südlichen Zugangs und die Bärenbastei im Westen.
Nach der zweiten Belagerung, der Besetzung durch die Kaiserlichen im Dreißigjährigen Krieg und der Rückgabe der Veste am 30. Mai 1635 an Herzog Johann Ernst wurden die Befestigungsanlagen erheblich verstärkt. 1671 wurde das Prunkportal vor dem südlichen Haupttor vollendet. Im Jahre 1782 wurde im Hohen Haus ein Zuchthaus eingerichtet, Nebengebäude dienten als Kranken- und Irrenanstalt. 1820 wurde der Status der Festung aufgehoben, 1827 bis 1838 der zehn bis zwölf Meter tiefe Wallgraben eingeebnet und ein Promenadenweg rund um die Veste angelegt. Nach Umgestaltung der Veste im Stil der Romantik im Jahr 1838 wurden die Kunstsammlungen dort untergebracht. 1851 wurden die fränkischen Fachwerkbauten in den Innenhöfen abgebrochen, die Luther-Kapelle wurde im neugotischen Stil umgebaut. Anstelle eines um 1680 entstandenen Dachreiters wurde 1857 der Torturm, der heutige Bulgarenturm, und 1859 die steinerne Brücke zum Haupttor errichtet.

### Umgestaltung Anfang des 20. Jahrhunderts

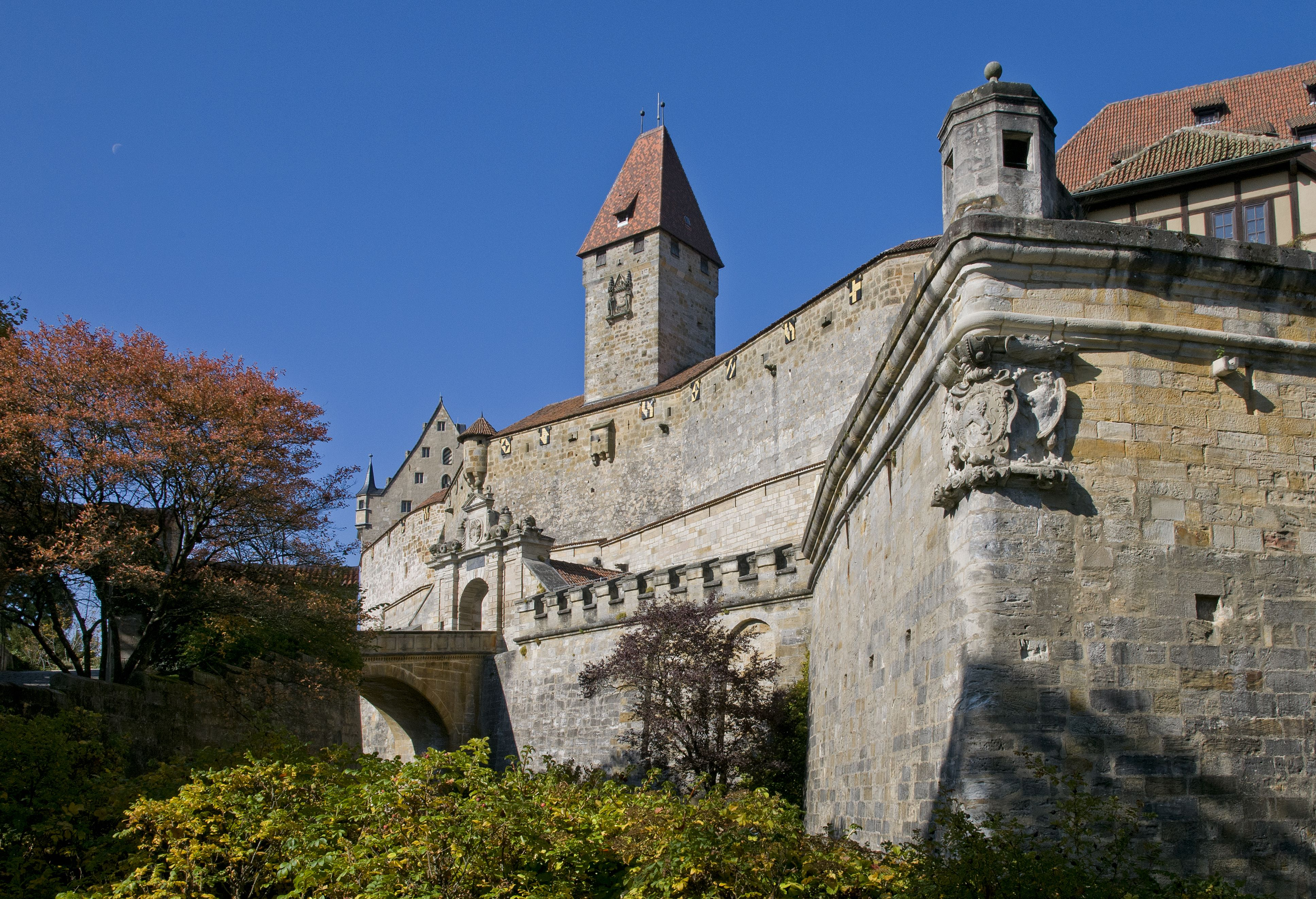
Südosten mit Hauptportal und Bulgarenturm

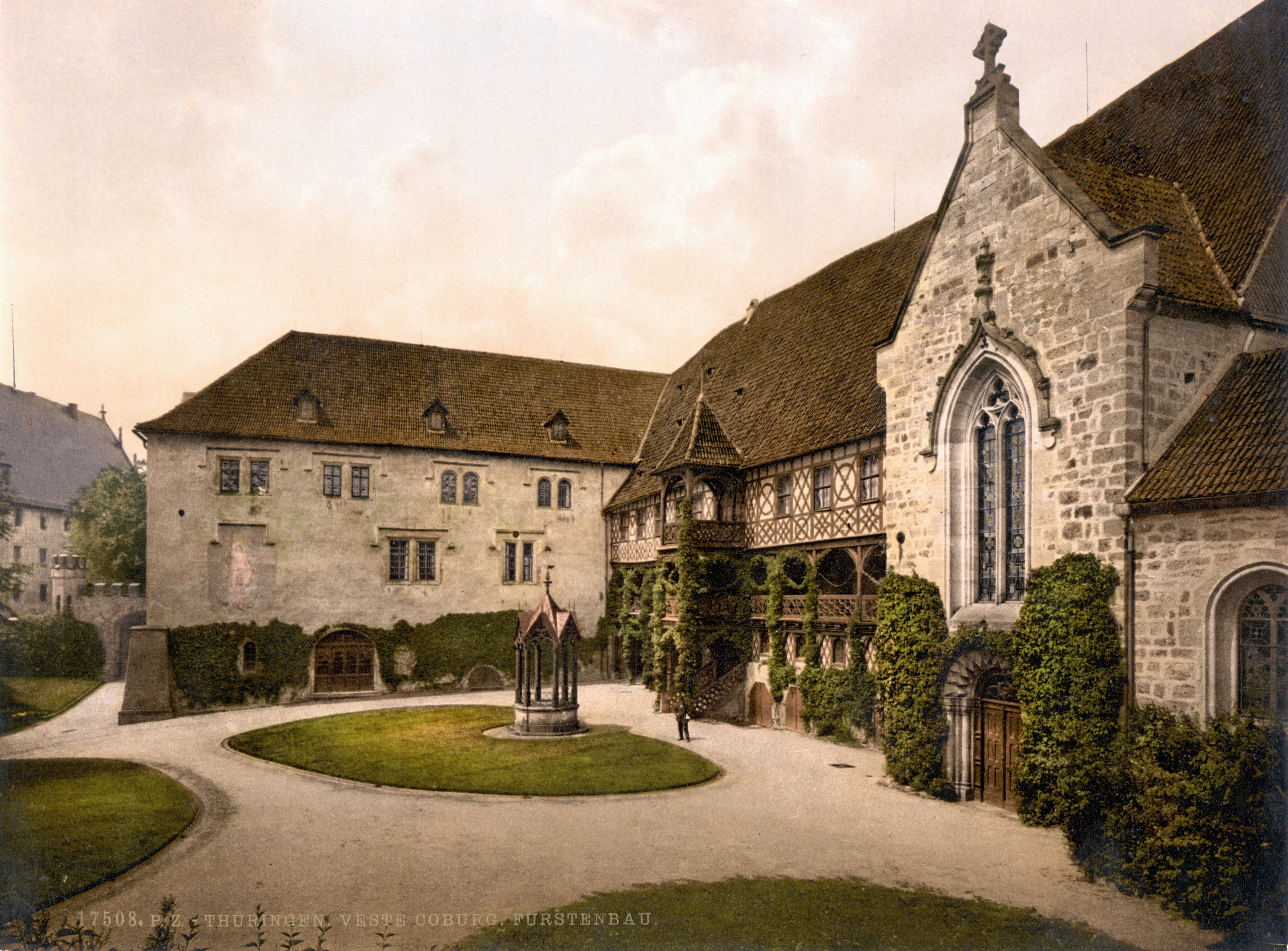
Fürstenbau um 1895

Aufgrund von Schäden an der Bausubstanz der Veste wurde von 1909 bis 1923 eine umfangreiche Sanierung und Umgestaltung der Burganlage nach Plänen und unter Aufsicht des Architekten Bodo Ebhardt durchgeführt. Ebhardt ließ unter anderem die historisierenden Zutaten des 19. Jahrhunderts beseitigen und durch Elemente des 20. Jahrhunderts ersetzen sowie Fürstenbau, Lutherkapelle, Gästehaus, Bulgarenturm, Carl-Eduard-Bau, Herzoginbau, Burgschänke und gedeckte Batterie neu errichten. 
Anstoß für die Baumaßnahmen war ein Geldgeschenk in Höhe von rund 20.000 Mark zur Wiederherstellung der Lutherkapelle der Gemeinden und des Landtages des Herzogtums Coburg zur Hochzeit von Herzog Carl Eduard und Viktoria Adelheid. Carl Eduard veranlasste daraufhin den Umbau und die Sanierung großer Teile der bereichsweise baufälligen Veste. Als bedeutendes Kultur- und Nationaldenkmal ließ er die Festung zur musealen Nutzung sowie als zukünftige Residenz einrichten. Bis Ende 1907 wuchs das Guthaben des Festungsbaufonds durch Spenden auf 146.000 Mark. Anfang 1909 wurden die projektierten Gesamtkosten gemäß Ebhardts Planungen auf 1,8 Millionen Mark geschätzt. Die Bauarbeiten begannen offiziell am 13. April 1909 mit der Restaurierung des Fürstenbaus.
Die Finanzierung und die Baukostenkontrolle waren in den Händen eines Komitees zum Ausbau der Veste Coburg, dem Max Oscar Arnold vorstand, und des Herzoglichen Staatsministeriums als Bauherr, das zusammen mit Ebhardt die Bauleitung innehatte. Carl Eduard engagierte sich stark. Er ließ sich oft die Planungen vorlegen und inspizierte häufig die Baustelle. Im Juli 1910 lag die von Ebhardt ermittelte Bausumme bei 3,371 Millionen Mark. Die wurde dann aber nach Einspruch des Komitees auf 2,216 Millionen reduziert. Ab 1911 stellte eine reichsweite Geldlotterie die Finanzierung der Erhaltung der Veste Coburg als Reichsdenkmal sicher. Insgesamt wurden bis 1919 sieben Serien mit einem Ertrag von 2,5 Millionen Mark ausgespielt.
Mit dem Abfindungsvertrag vom 7. Juni 1919 zwischen Carl Eduard und dem Freistaat Coburg ging die Veste als Teil des Domänenguts in Staatseigentum über. Allerdings hatte Carl Eduard für sich und seine Kinder Wohnrecht auf Lebenszeit im Fürstenbau einschließlich Gästehaus vereinbart. Die weitere Finanzierung der Baumaßnahme erfolgte anfangs durch die Coburger Landesstiftung, der die Veste zur Ausstellung der herzoglichen Kunstschätze zur Verfügung gestellt wurde, danach durch den Freistaat Bayern, der die Veste als Teil der Domäne bei der Vereinigung mit dem Freistaat Coburg am 1. Juli 1920 übernommen hatte. Anfang 1924 waren die Bauarbeiten, bei denen durchschnittlich 100 Personen beschäftigt waren, beendet, Ebhardt stellte im Oktober 1922 Gesamtkosten in Höhe von rund 6,9 Millionen Mark fest.
Der Bulgarenturm, der aufgrund einer maßgeblichen finanziellen Beteiligung von dem Zar von Bulgarien Ferdinand am Umbau die Bezeichnung erhielt, war 1913 nach Schließung von Fenstern, Entfernung von Ecktürmchen und Aufbau einer neuen Dachkonstruktion fertiggestellt. Der Herzoginbau wurde am 27. Mai 1914 eingeweiht, der Fürstenbau war im selben Jahr äußerlich fertiggestellt. Nach Einbau der Einrichtung konnte er wie das Gästehaus am 6. Dezember 1920 durch das ehemalige Herzogspaar bezogen werden. Der Rohbau der Lutherkapelle war 1910 abgeschlossen, der Innenausbau dauerte bis 1923. Der Carl-Eduard-Bau, auch Kongressbau genannt, war bis Ende 1921 errichtet und 1924 fertiggestellt. Eine Festungsweihe als Abschluss der Bauarbeiten fand am 6. September 1924 im Rahmen eines Heimatfestes mit 50.000 Teilnehmern statt.

### Baumaßnahmen ab 1945

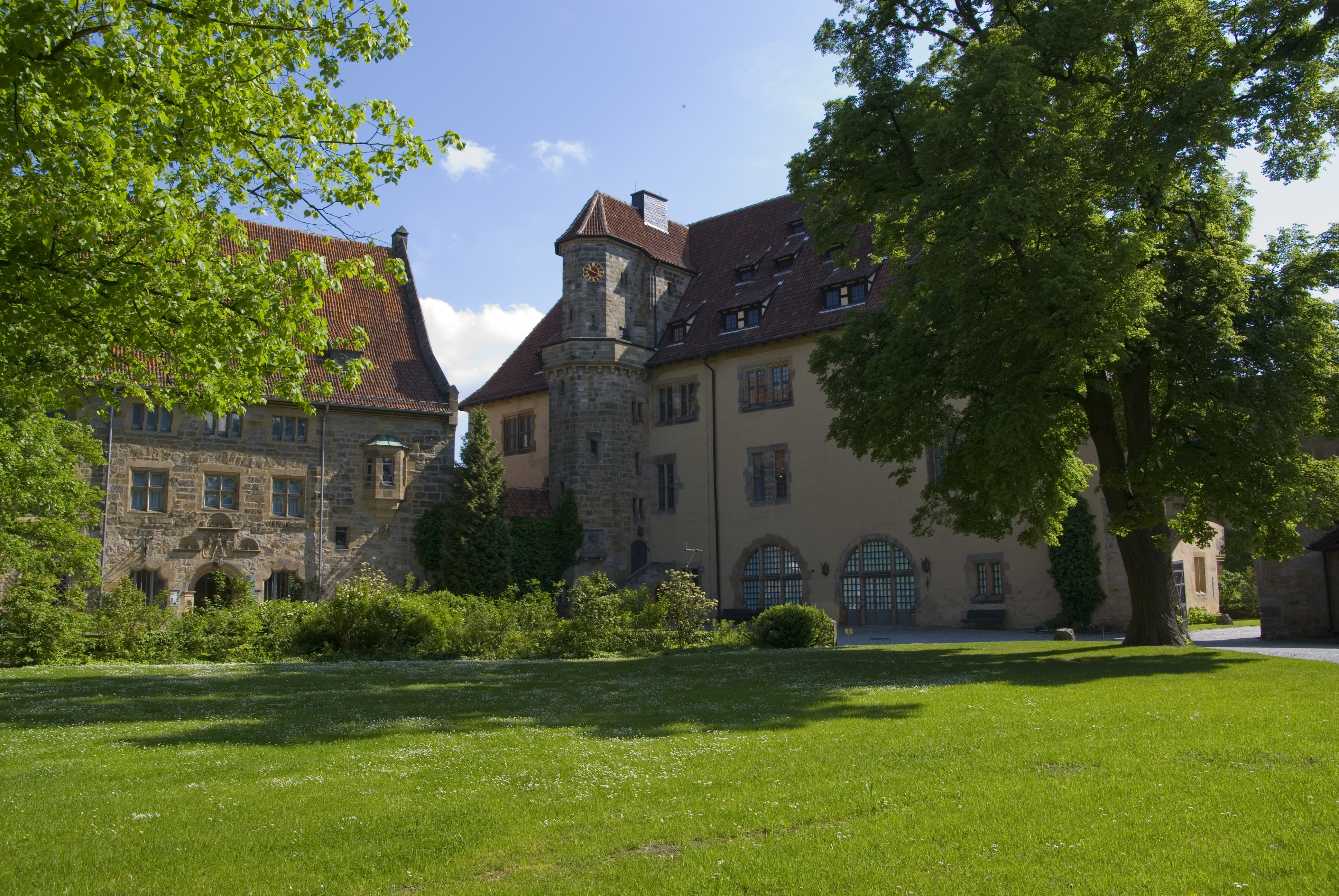
Carl-Eduard-Bau und Steinerne Kemenate

Am 10. und 11. April 1945 beschossen US-amerikanische Truppen die Veste, wodurch insbesondere im Herzoginbau starke Gebäudeschäden infolge eines Brandes entstanden und der Kongressbau teilweise abgedeckt war. Die anderen Gebäude wurden weniger in Mitleidenschaft gezogen. In den 1950er Jahren wurde der Herzoginbau vereinfacht wiederhergestellt, 1969 der Umbau des Carl-Eduard-Baus mit Einzug von Decken im Kongresssaal vollendet und im Gebäude ein Museum eingerichtet. Von 1970 bis 1972 wurde das Hohe Haus für die Aufnahme der Direktion, der Verwaltung, der Bibliothek und der Museumswerkstätten hergerichtet, von 1981 bis 1985 die Steinerne Kemenate renoviert und ausgebaut. Dabei wurden im Erdgeschoss mächtige, bisher unbekannte Fundamente ausgegraben. Umfassende Sanierungsarbeiten an den äußeren Wallgräben wurden 1987 abgeschlossen.
Nachdem 1998 mit dem Tod von Friedrich Josias das Wohnrecht der herzoglichen Familie erloschen war, folgte zwischen 2003 und 2008 für 7,7 Millionen Euro die Sanierung und Restaurierung des Fürstenbaus zur Ausstellung der Kunstsammlungen der Landesstiftung als alleinigem Nutzer.

## Verteidigung
Die Veste Coburg verfügt über eine Vielzahl von Verteidigungswaffen. Fallgatter, Eisentore und ein zehn Meter hohes Eingangsportal sind von außen zu erkennen. Im Inneren verbergen sich unter anderem Laufgänge und Pechgruben. Durch diese und andere Maßnahmen ist es nie gelungen, die Festungsanlagen zu überwinden. Auch die großen Bastionen (Löwenbastion) und die tiefen Gräben und hohen Brücken, die erhalten sind, zeigen, welches Handwerksgeschick und welche Planung in dieser Festung stecken.

## Kunstsammlungen
Die Kunstschätze der Coburger Herzöge, die zu den bedeutendsten kunst- und kulturgeschichtlichen Sammlungen Deutschlands gehören, wurden in die Coburger Landesstiftung übertragen.

### Gemälde und Skulpturen
Die altdeutsche Gemälde- und Skulpturensammlung enthält unter anderem Werke Lucas Cranachs des Älteren, der sich Anfang des 16. Jahrhunderts häufiger auf der Veste Coburg aufhielt, von Albrecht Dürer, Matthias Grünewald sowie von Tilman Riemenschneider.

### Kupferstichkabinett
Das Kupferstichkabinett legte Herzog Franz an. Es umfasst eine Sammlung von rund 330.000 Blättern mit Aquarellen, Handzeichnungen und Druckgraphiken vom Ende des 15. Jahrhunderts bis zur Gegenwart, darunter Werke von Martin Schongauer, Albrecht Dürer, Cranach und Albrecht Altdorfer. Spezialsammlungen enthalten Flugblätter der Reformation und Gegenreformation sowie Bestände aus der Zeit Martin Luthers und zu Luthers Leben.

### Gläser

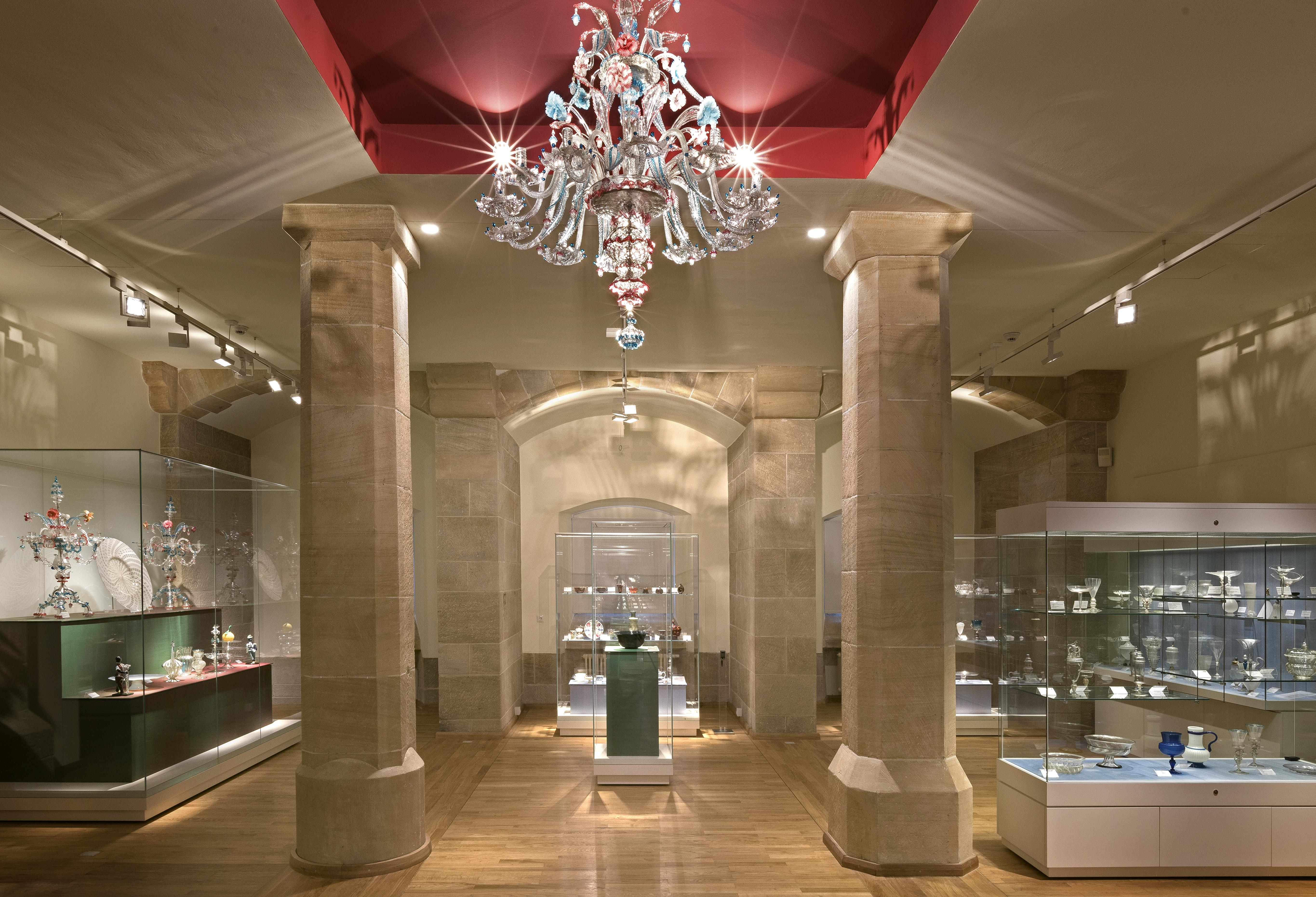
Schatzkammer Glas

Die Glassammlung umfasst etwa 2700 kostbare Gläser. Schwerpunkte sind venezianische Gläser in einer der umfangreichsten Sammlungen außerhalb Venedigs, bemaltes und geschnittenes Glas des Barock und des Rokoko und Gläser des 19. Jahrhunderts, des Jugendstils und des Art déco. Die venezianischen Gläser stammen aus einer Sammlung von Herzog Alfred.

### Münzkabinett
Das Münzkabinett enthält ungefähr 20.000 Objekte. Insbesondere sächsische Münzen aus Gold, Silber und Buntmetall aus dem Zeitraum vom 14. bis zum 19. Jahrhundert sind erwähnenswert.

### Rüstungen und Waffen
Sie umfasst Teile der fürstlichen Rüstkammer, die Jagdwaffensammlung der Coburger Herzöge, Bestände des bürgerlichen Zeughauses der Stadt und die Türkenbeute des Prinzen Friedrich Josias. Älteste Stücke sind gotische Holzschilde. Die Sammlung Rohmann besteht vor allem aus Grazer Waffen. Aus dem Dreißigjährigen Krieg stammen schwere Hakenbüchsen, Feldharnische und Geschütze; an das höfische Leben erinnern reich verzierte Turnierharnische, Stangenwaffen und der Harnisch eines Hofzwerges. Außerdem ist dort eine „Emma“ genannte Kanone mit 49 Schussröhren zu sehen.

### Prunkwagen und Turnierschlitten
Im Herzoginbau ist eine beachtliche Sammlung von Prunkwagen und Turnierschlitten ausgestellt, darunter zwei reich dekorierte vergoldete Hochzeitskutschen aus der Renaissance. Der vergoldete Prunkwagen zur zweiten Hochzeit von Herzog Johann Casimir mit Margarethe war eine Mitgift der Brautmutter Dorothea von Braunschweig-Lüneburg (Dorothea von Dänemark). Es ist der älteste, fahrbereite Wagen seiner Art.

### Historische Räume
Besonders erwähnenswert sind das Jagdintarsienzimmer aus dem 17. Jahrhundert, ein Prunkzimmer in der Steinernen Kemenate mit 60 Intarsienbildern, und die Große Hofstube aus dem Anfang des 16. Jahrhunderts mit einer Länge von 26 und Breite von 12 Metern.

## Martin Luther

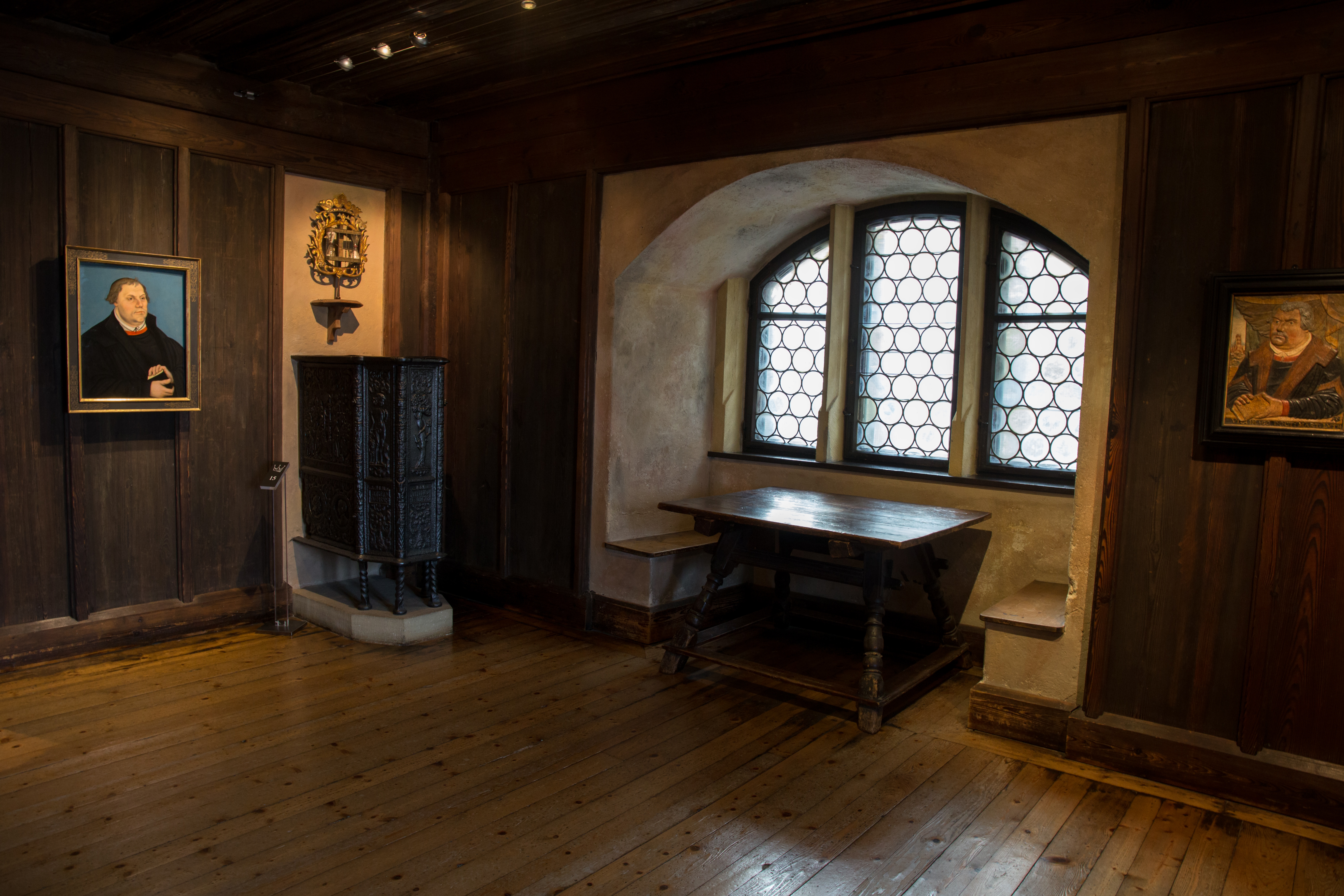
Lutherzimmer

Am 15. April 1530 kam Martin Luther nach Coburg. Er war zusammen mit den Theologen Philipp Melanchthon und Justus Jonas als Begleiter des Kurfürsten Johann des Beständigen auf dem Weg nach Augsburg. Da der Reformator unter Kirchenbann und Reichsacht stand, musste er im sicheren Coburg zurückbleiben und konnte nicht am Reichstag zu Augsburg teilnehmen. Er lebte und arbeitete vom 24. April 1530 bis zum 4. Oktober 1530 auf der Veste zusammen mit seinem Sekretär Veit Dietrich und seinem Neffen Cyriacus Kaufmann, einem Sohn seiner Schwester. Es standen ihm ein Arbeitszimmer und ein Schlafraum zur Verfügung. Luther stand mit seinen Freunden in Augsburg in engem brieflichen Kontakt. Luther verfasste in der Zeit 16 Schriften (Sermone), übersetzte Bücher des Alten Testaments, die Fabeln des Äsop und schrieb rund 120 Briefe. Die bekannteste Schrift dieser Zeit ist der Sendbrief vom Dolmetschen.
Die Lutherzimmer wurden dem Andenken an den Aufenthalt auf der Veste Coburg gewidmet. Sie wurden allerdings von Luther selbst nicht so genutzt, wie sie im 19. Jahrhundert im Gästetrakt der fürstlichen Wohnräume eingerichtet wurden. Anlässlich der 500-Jahr-Feier des Thesenanschlags in Lutherstadt Wittenberg wurde von Mai bis November 2017 in der Veste Coburg die vom Haus der Bayerischen Geschichte kuratierte Bayerische Landesausstellung mit dem Titel Ritter, Bauern, Lutheraner gezeigt.

### Lutherkapelle

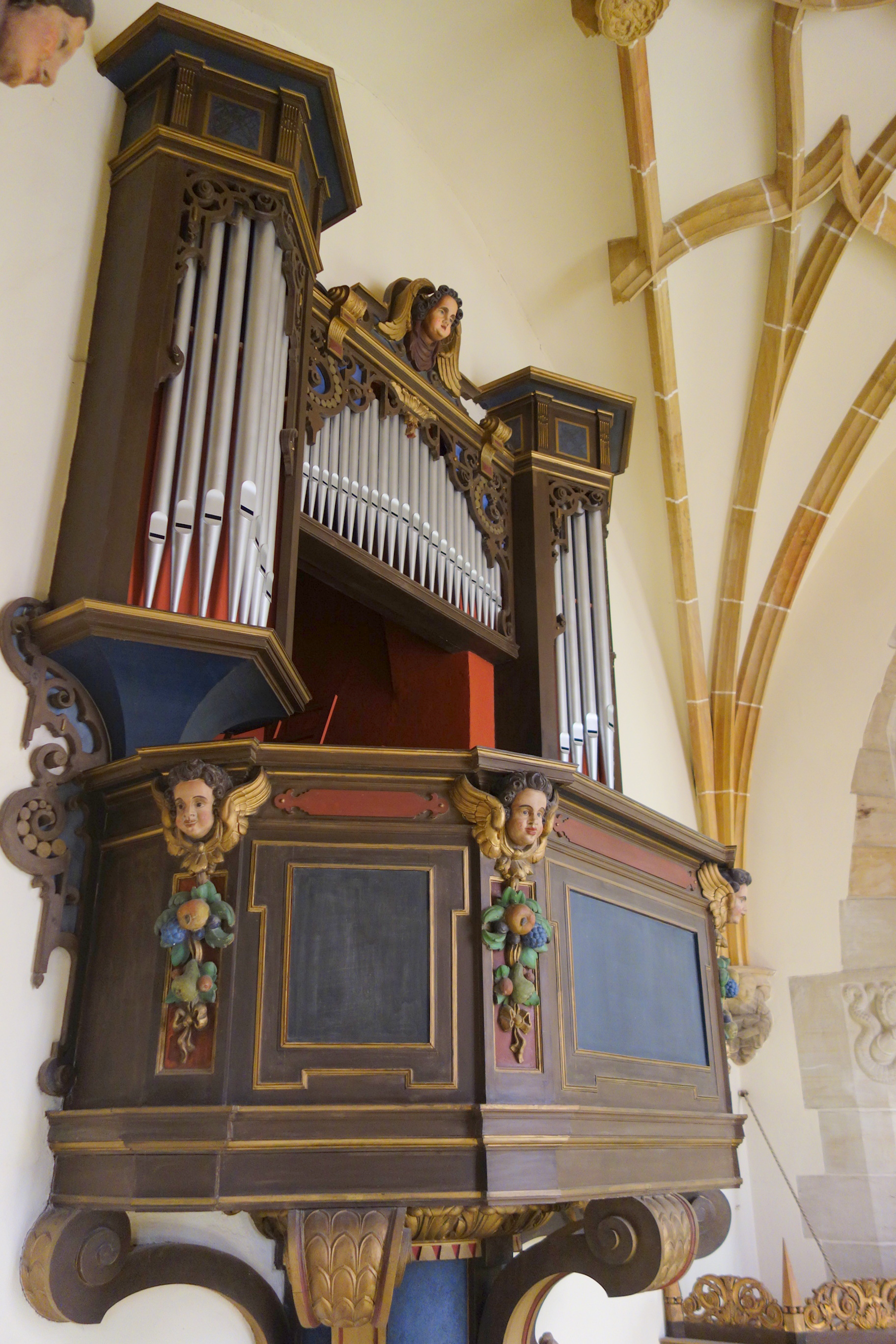
Orgel der Lutherkapelle

Eine Kirche auf dem Festungsberg wurde erstmals 1075 erwähnt. 1851 errichtete Friedrich Streib anstelle der Schlosskirche einen Neubau nach einem Entwurf von Carl Alexander Heideloff. Bodo Ebhardt plante den Umbau von 1910 bis 1923. Es ist eine zweiachsige, hohe Kapelle mit einem Netzgewölbe. Im Westen befinden sich ein hohes und ein kurzes Maßwerkfenster. Die Glasmalereien zeigen im kurzen Fenster Bildnisse der sächsischen Landesherren Kurfürst Friedrichs des Weisen und seines Bruders Johann der Beständige sowie des letzten Coburger Herzogs Carl Eduard mit seiner Familie. Im hohen Fenster sind die Heiligen Petrus und Paulus sowie Wappen abgebildet. 
Die Orgel stammt aus der Münchberger Präparandenschule. 1922 führte Steinmeyer aus Oettingen einen Umbau und eine Vergrößerung durch. Das Instrument hat dreizehn Register auf zwei Manualen und Pedal. Den dreiteiligen Orgelprospekt entwarf Bodo Ebhardt. Unter dem Prospekt ist eine fünfachtel Empore auf einer Volutenkonsole angebracht, die ein Atlant trägt.

### Lutherdenkmäler
Im Außenbereich steht hinter der Lutherkapelle die von Hans Klett 1913 als Lutherdenkmal entworfene Skulptur Licht und Kraft (Lichtbringer zu Pferde). An der Steinernen Kemenate im äußeren Hof der Veste befindet sich ein Flachrelief, das der Coburger Künstler Edmund Meusel 1930 schuf.

## Sonstiges

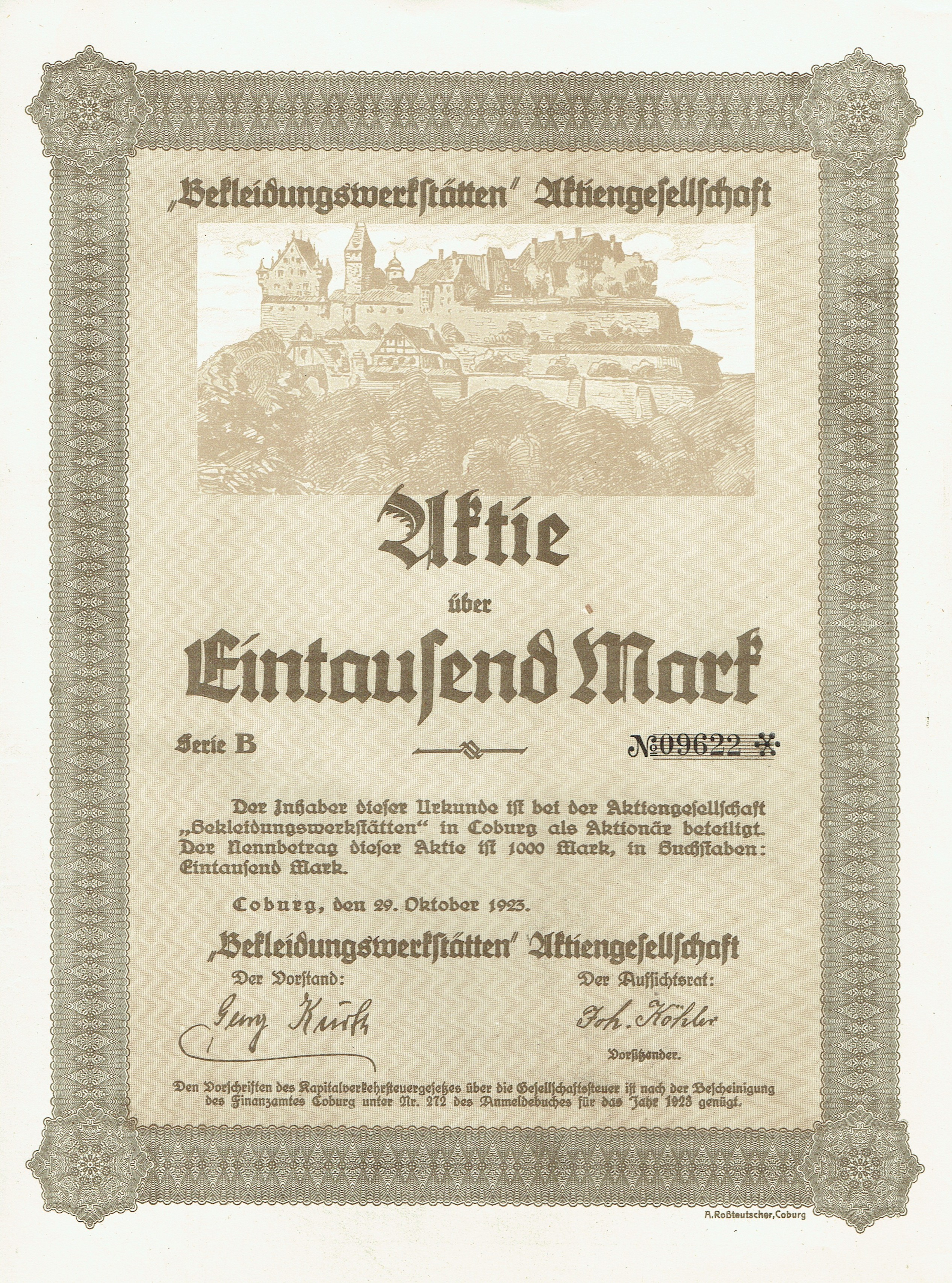
Darstellung der Veste Coburg auf einer Aktie der Bekleidungswerkstätten AG in Coburg vom 29. Oktober 1923

- Auf der Veste Coburg wurde, nach Schätzungen des Forstamtes um das Jahr 1860 ein mittlerweile stattliches Exemplar des Mammutbaums gepflanzt, das von Südwesten her bereits von Weitem zu sehen ist.[7] Dieser Baum hat inzwischen eine Wuchshöhe von 32,8 Metern und einen Stammumfang in einem Meter Höhe von 6,25 Metern (Stand: 20. März 2020).

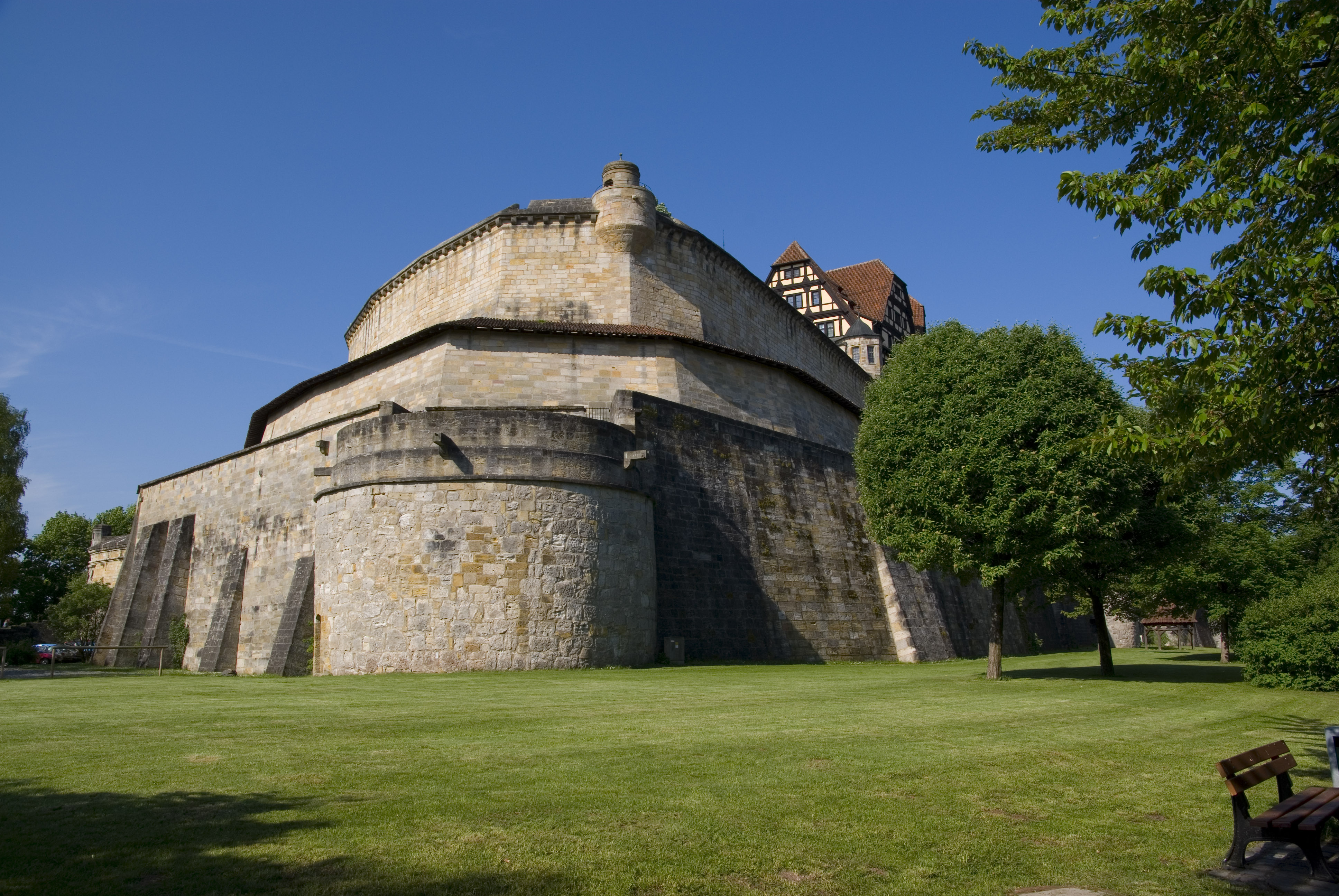
Eselsturm und Hohe Bastei
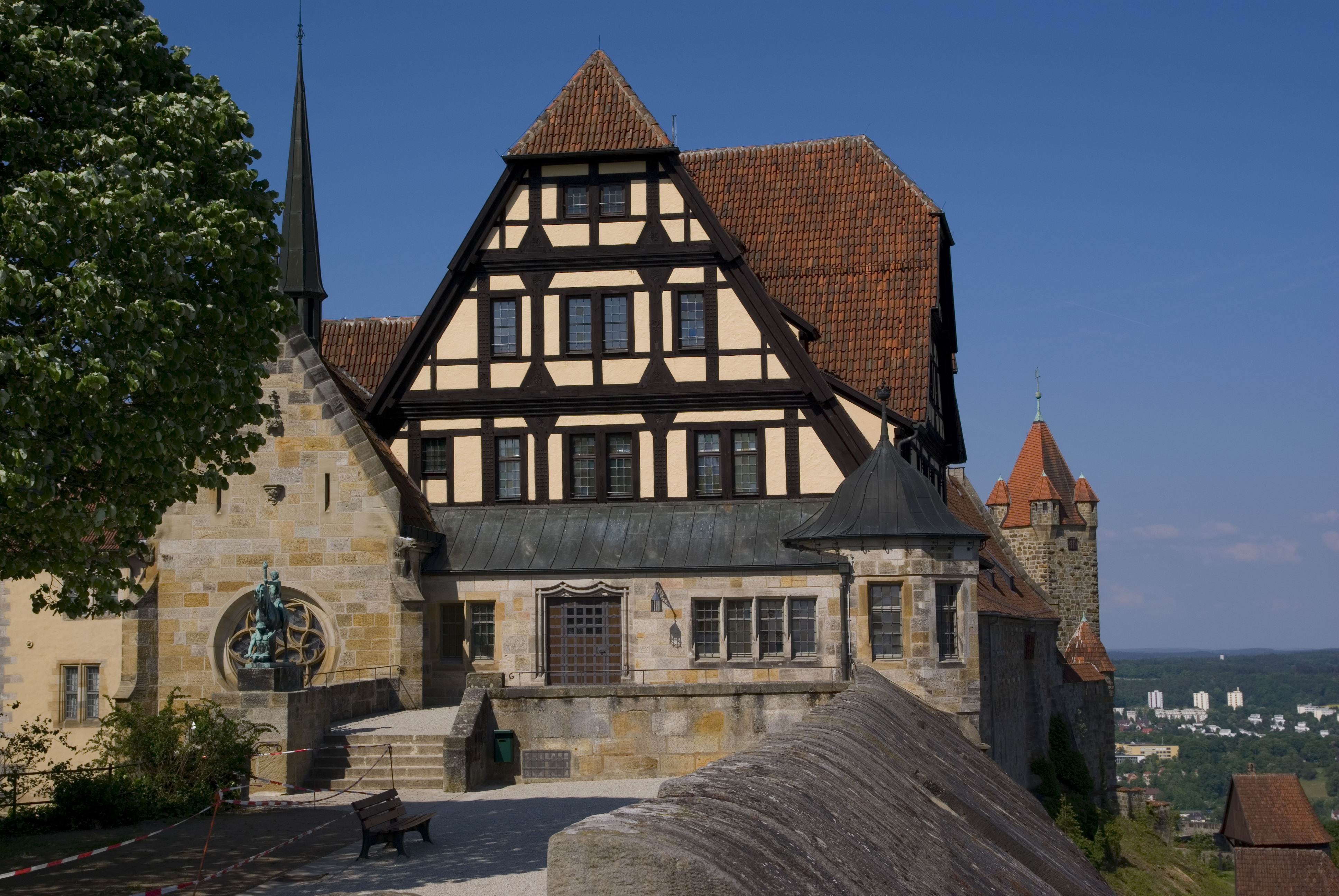
Lutherkapelle und Fürstenbau von Bastei aus gesehen
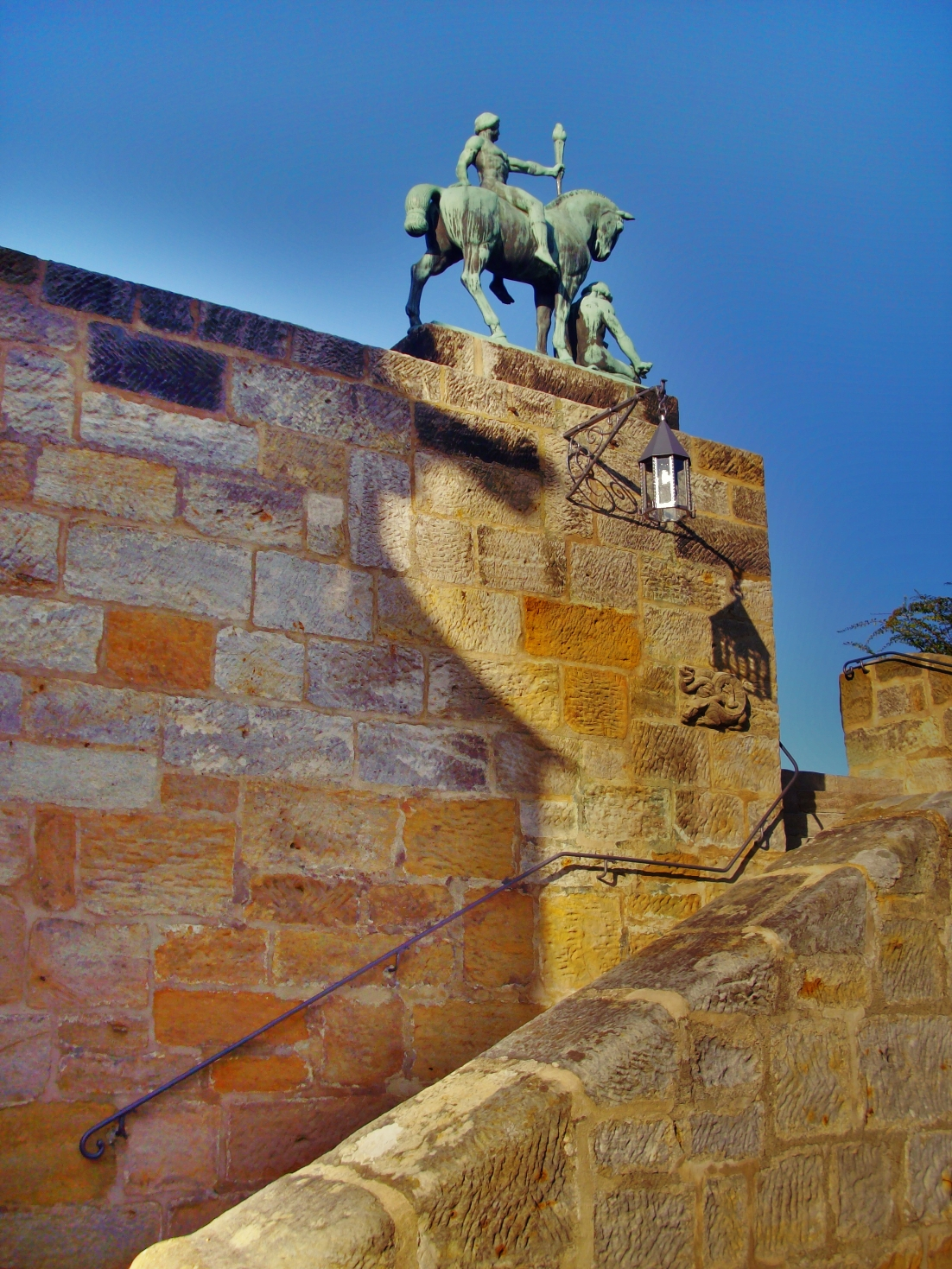
Lutherdenkmal Skulptur Licht und Kraft
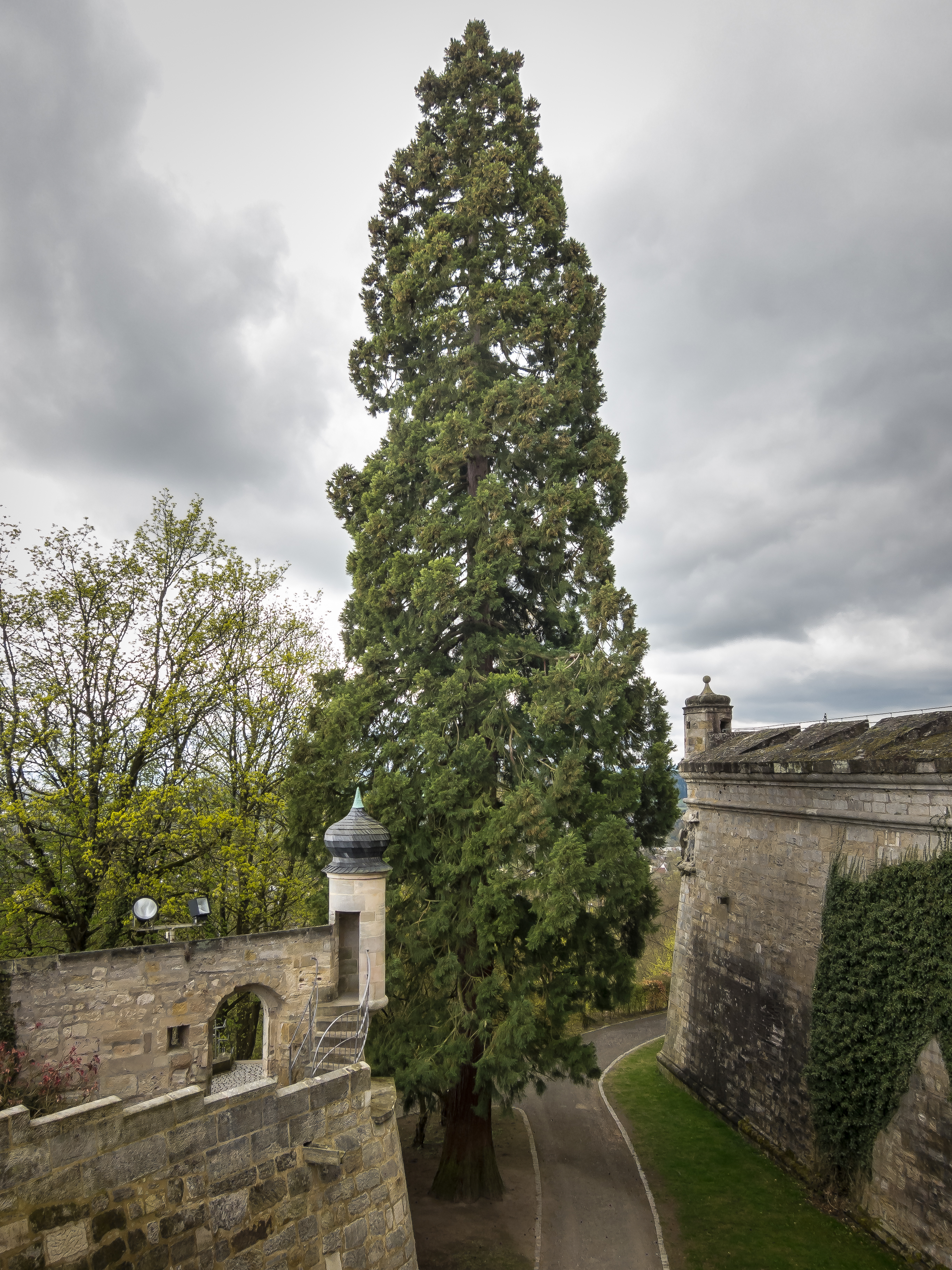
Mammutbaum am Eingangsportal